# L'exèrcit de les tenebres
L'exèrcit de les tenebres (títol original en anglès: Army of Darkness) és una pel·lícula estatunidenca de 1992 escrita i dirigida per Sam Raimi i protagonitzada per Bruce Campbell. La cinta, que combina els gèneres de la comèdia, el terror i la fantasia, és l'última part de la trilogia The Evil Dead. Ha estat doblada al català.
La pel·lícula s'ha convertit en un clàssic de culte, i ha estat citada i esmentada en videojocs com Duke Nukem 3D, Blood, Warcraft III: Reign of Chaos, Left 4 Dead i World of Warcraft. [cita

## Argument
Ash, després de viure una sèrie de continus esdeveniments horrorosos en Evil Dead i Possessió infernal, és transportat per un portal creat pel Necronomicon exMortis o "Llibre dels Morts" a l'Anglaterra de l'any 1300 dC.
Aquí, haurà de buscar el Necronomicon per tornar a la seva època. Però en agafar-lo, desperta a l'Exèrcit de les Tenebres i, alhora, la seva part malvada es fa líder d'aquest exèrcit.
Haurà de guiar als humans en una batalla contra un exèrcit de no-morts i protegir el Necronomicon per assegurar la salvació de la humanitat i poder tornar a la seva època.

## Repartiment
- Bruce Campbell: Ashley J. "Ash" Williams
- Embeth Davidtz: Sheila
- Marcus Gilbert: Lord Arthur
- Ian Abercrombie: Savi
- Richard Grove: Duc Henry el roig
- Timothy Patrick Quill: Herrero
- Michael Earl Reid: Gold Tooth
- Bridget Fonda: Linda
- Patricia Tallman: Bruixota

## Finals alternatius
La pel·lícula té dos finals, que estan disponibles en el DVD.
En el final original, mostrat en el festival de Sitges, Ash s'empara en una cova al costat del seu automòbil i ha de beure sis gotes d'un líquid. Cada gota el fa dormir un segle, i Ash accidentalment beu una gota de més, la qual cosa fa que desperti al segle XXI.
Quan surt de la cova, descobreix que una guerra nuclear ha destruït tota Anglaterra. Aquest final era el que desitjava Sam Raimi (una paròdia de la pel·lícula El planeta dels simis), però els productors, després de veure-la a Sitges, li van fer canviar el final i suprimir diverses escenes.
En el final de la versió cinematogràfica, Ash apareix directament en la seva època, el segle xx, en la botiga on treballava. Mentre explica tota la seva història a un company, una dependenta és posseïda i Ash la venç ràpidament.

## Rebuda
La pel·lícula va rebre una bona resposta per part de la crítica cinematogràfica, obtenint un 77% de comentaris "frescos" en el lloc web Rotten Tomatoes. Janet Maslin del diari The New York Times va destacar l'estil còmic de la cinta i va escriure: «L'exèrcit de les tenebres té una mirada fresca, vigorosa i un estil enèrgic. La postura masculina i heroica de Campbell es complementa perfectament amb la perspectiva còmica del director». Segons Desson Howe del Washington Post, «Raimi ofereix tota la fantasia, exageració i l'horror que devores en els còmics. Pots sentir els dibuixos fets amb ploma cobrant vida». No obstant això, Roger Ebert del Chicago Sun-Times va sostenir que «la pel·lícula no és tan graciosa o divertida com Evil Dead II, tal vegada perquè la proposta còmica sembla reciclada».

## Premis
| Any  | Premi                                                     | Categoria                   | Receptor(és)                           | Resultat  |
| ---- | --------------------------------------------------------- | --------------------------- | -------------------------------------- | --------- |
| 1994 | Premis Saturn                                             | Millor pel·lícula de terror | Guanyadora                             |           |
| 1994 | Premis Saturn                                             | Millor maquillatge          | K.n. b. EFX Group Inc. i Alterian Inc. | Nominats  |
| 1993 | Festival de Cinema Fantàstic d'Avoriaz                    | Gran Premi                  | Sam Raimi                              | Nominat   |
| 1993 | Festival Internacional de Cinema Fantàstic de Brussel·les | Corb d'Or                   | Sam Raimi                              | Guanyador |
| 1993 | Fantasporto                                               | Premi de la crítica         | Sam Raimi                              | Guanyador |
| 1993 | Fantasporto                                               | Millor pel·lícula           | Sam Raimi                              | Nominat   |
| 1992 | Festival de Cinema de Sitges                              | Millor pel·lícula           | Sam Raimi                              | Nominat   |

## Videojoc
El 2011, Backflip Productora s va llançar Army of Darkness Defense, un videojoc per iPad basat en la pel·lícula. El joc és actualment "freemium", i de senzilla usabilitat. El jugador pren el comandament d'Ash Williams (Bruce Campbell), un venedor en el S-Mart que és traslladat a un passat medieval on ha de defensar el Castell de Lord Arthur i al Necronomicon d'un exèrcit d'esquelets armats, bruixotes i dimonis. Per a això, pot valer-se d'aliats com Lord Arthur, Duke Henry, el Wiseman, entre d'altres.